# اپسیلون خرگوش
اپسیلون خرگوش یک ستاره است که در صورت فلکی خرگوش قرار دارد.